# Heart of the Dragon
Heart of the Dragon é uma série documental britânica de 1984 que foi exibida primeiramente na Inglaterra pelo Channel 4, e no ano seguinte pelo canal público dos Estados Unidos, a PBS. A série com 12 episódios venceu diversos prêmios internacionais, entre eles um Emmy.

## Prêmios
| Ano  | Prêmio               | Categoria                | Resultado |
| ---- | -------------------- | ------------------------ | --------- |
| 1984 | Emmy Internacional   | Melhor Documentário      | Venceu    |
| 1985 | Primetime Emmy Award | Melhor Série Informativa | Indicado  |
| 1985 | BAFTA Awards         | Melhor Série Factual     | Indicado  |
| 1985 | BAFTA Awards         | Melhor Montagem          | Indicado  |